# Ellipes minuta
Ellipes minuta är en insektsart som först beskrevs av Scudder, S.H. 1862.  Ellipes minuta ingår i släktet Ellipes och familjen Tridactylidae. Inga underarter finns listade i Catalogue of Life.